# Arkadelphia
Arkadelphia er en amerikansk by og administrativt centrum i det amerikanske county Clark County, i staten Arkansas. I 2006 havde byen 10.380(2020) indbyggere.

## Ekstern henvisning
- Arkadelphias hjemmeside (engelsk)

1. 1 2  USA's folketælling fra 2020, hentet 1. januar 2022 (fra Wikidata).